# Olympische Sommerspiele 1952/Teilnehmer (Finnland)
| Gelbes Symbol für Goldmedaillen mit stilisierten Olympischen Ringen | Graues Symbol für Silbermedaillen mit stilisierten Olympischen Ringen | Braundes Symbol für Bronzemedaillen mit stilisierten Olympischen Ringen |
| ------------------------------------------------------------------- | --------------------------------------------------------------------- | ----------------------------------------------------------------------- |
| 6                                                                   | 3                                                                     | 13                                                                      |

Finnland war Gastgeber der Olympischen Sommerspiele 1952 in Helsinki. Die Nation trat mit einer Delegation von 258 Athleten (228 Männer und 30 Frauen) an 139 Wettkämpfen in achtzehn Sportarten teil. Fahnenträger bei der Eröffnungsfeier war der Hürdenläufer Väinö Suvivuo.

## Teilnehmer nach Sportarten

### Basketball
Männer
- Gruppenphase

- Kader
Kalevi Heinänen
Esko Karhunen
Juhani Kyöstilä
Pentti Laaksonen
Olavi Lahtinen
Raimo Lindholm
Pertti Mutru
Raine Nuutinen
Tapio Pöyhönen
Tuomo Ristola
Eero Salonen
Timo Suviranta
Kalevi Sylander
Oiva Virtanen

### Boxen
Männer
- Risto Luukkonen
Fliegengewicht: 1. Runde

- Pentti Hämäläinen
Bantamgewicht: Gold

- Pentti Niinivuori
Federgewicht: 2. Runde

- Erkki Pakkanen
Leichtgewicht: Bronze

- Erkki Mallenius
Halbweltergewicht: Bronze

- Iivari Malmikoski
Weltergewicht: 2. Runde

- Pentti Kontula
Halbmittelgewicht: 2. Runde

- Börje Grönroos
Mittelgewicht: 2. Runde

- Harry Siljander
Halbschwergewicht: Bronze

- Ilkka Koski
Schwergewicht: Bronze

### Fechten
| Männer - Kurt Lindeman Florett, Einzel: Viertelfinale - Heikki Raitio Florett, Einzel: Vorrunde Degen, Einzel: Vorrunde - Erkki Kerttula Degen, Einzel: 9. Platz Degen, Mannschaft: Viertelfinale - Rolf Wiik Degen, Einzel: Halbfinale Degen, Mannschaft: Viertelfinale - Kauko Jalkanen Degen, Mannschaft: Viertelfinale - Paavo Miettinen Degen, Mannschaft: Viertelfinale - Nils Sjöblom Degen, Mannschaft: Viertelfinale - Jaakko Vuorinen Degen, Mannschaft: Viertelfinale | Frauen - Maggie Kalka Florett, Einzel: - Taimi Mattsson Florett, Einzel: - Marianne Sjöblom Florett, Einzel: |

### Fußball
Männer
- Achtelfinale

- Kader
Veikko Asikainen
Erik Beijar
Olavi Laaksonen
Kalevi Lehtovirta
Åke Lindman
Stig-Göran Myntti
Nils Rikberg
Aulis Rytkönen
Olof Stolpe
Jorma Vaihela
Esko Valkama
  - Reserve

Rainer Forss
Kalevi Lilja
Kurt Henrik Martin
Sulo Parkkinen
Seppo Pelkonen
Åke Pettersson
Mauno Rintanen
Tapio Pylkkönen

### Gewichtheben
Männer
- Aarne Vehkonen
Bantamgewicht: 13. Platz

- Mikko Hokka
Federgewicht: 15. Platz

- Tauno Suoniemi
Leichtgewicht: 15. Platz

- Frank Teräskari
Mittelgewicht: 9. Platz

- Juhani Vellamo
Leichtschwergewicht: DNF

- Kai Outa
Mittelschwergewicht: 10. Platz

- Eino Mäkinen
Schwergewicht: 11. Platz

### Hockey
Männer
- 9. Platz

- Kader
Kaarlo Einiö
Pentti Elo
Erkki Heikkilä
Veijo-Lassi Holopainen
Keijo Kuusela
Risto Lamppu
Reino Lindroos
Esko Salminen
Toivo Salminen
Esko Silvennoinen
Tauno Timoska

### Kanu
| Männer - Thorvald Strömberg Kajak-Einer, 1000 Meter: Silber Kajak-Einer, 10.000 Meter: Gold - Yrjö Hietanen & Kurt Wires Kajak-Zweier, 1000 Meter: Gold Kajak-Zweier, 10.000 Meter: Gold - Olavi Ojanperä Canadier-Einer, 1000 Meter: Bronze - Jarl Fagerström Canadier-Einer, 10.000 Meter: 6. Platz - Matti Havulinna & Tuomo Tuormaa Canadier-Zweier, 1000 Meter: Vorläufe - Jorma Kulo & Teppo Salmisaari Canadier-Zweier, 10.000 Meter: 9. Platz | Frauen - Sylvi Saimo Kajak-Einer, 500 Meter: Gold |

### Leichtathletik
| Männer - Pauli Tavisalo 100 Meter: Vorläufe 200 Meter: Vorläufe 4 × 100 Meter: Vorläufe 4 × 400 Meter: Vorläufe - Voitto Hellstén 100 Meter: Vorläufe 200 Meter: Viertelfinale 4 × 100 Meter: Vorläufe - Issi Baran 100 Meter: Vorläufe 4 × 100 Meter: Vorläufe - Adolf Turakainen 200 Meter: Vorläufe 4 × 100 Meter: Vorläufe - Rolf Back 400 Meter: Viertelfinale 4 × 400 Meter: Vorläufe - Jaakko Suikkari 400 Meter: Vorläufe - Ossi Mildh 400 Meter: Vorläufe 4 × 400 Meter: Vorläufe - Olavi Talja 800 Meter: Vorläufe - Erkki Rönnholm 800 Meter: Vorläufe - Denis Johansson 1500 Meter: 10. Platz - Aulis Pystynen 1500 Meter: Vorläufe - Urpo Vähäranta 1500 Meter: Vorläufe - Ilmari Taipale 5000 Meter: 12. Platz - Eero Tuomaala 5000 Meter: 13. Platz - Väinö Koskela 5000 Meter: Vorläufe 10.000 Meter: 16. Platz - Hannu Posti 10.000 Meter: 4. Platz - Hugo Niskanen 10.000 Meter: 19. Platz - Veikko Karvonen Marathon: 5. Platz - Erkki Puolakka Marathon: 8. Platz - Mikko Hietanen Marathon: 17. Platz - Väinö Suvivuo 110 Meter Hürden: Halbfinale - Risto Syrjänen 110 Meter Hürden: Vorläufe - Olli Alho 110 Meter Hürden: Vorläufe - Arvo Hilli 400 Meter Hürden: Viertelfinale - Rainer Pelkonen 400 Meter Hürden: Viertelfinale - Ragnar Graeffe 400 Meter Hürden: Vorläufe 4 × 400 Meter: Vorläufe - Olavi Rinteenpää 3000 Meter Hindernis: 4. Platz - Urho Julin 3000 Meter Hindernis: Vorläufe - Kauko Lusenius 3000 Meter Hindernis: Vorläufe - Pekka Viljanen 50 Kilometer Gehen: 14. Platz - Pekka Halme Hochsprung: 11. Platz - Albert Koskinen Hochsprung: 24. Platz - Valto Olenius Stabhochsprung: 5. Platz - Erkki Kataja Stabhochsprung: 10. Platz - Jukka Piironen Stabhochsprung: 18. Platz - Jorma Valtonen Weitsprung: 5. Platz - Pentti Snellman Weitsprung: 9. Platz - Jorma Valkama Weitsprung: 17. Platz in der Qualifikation - Reino Hiltunen Dreisprung: 9. Platz - Pentti Uusihauta Dreisprung: 22. Platz in der Qualifikation - Valle Rautio Dreisprung: 23. Platz in der Qualifikation - Aapo Perko Kugelstoßen: 14. Platz in der Qualifikation - Toivo Telen Kugelstoßen: 15. Platz in der Qualifikation - Kaarto Rask Kugelstoßen: 17. Platz in der Qualifikation - Veikko Nyqvist Diskuswurf: 12. Platz - Olli Partanen Diskuswurf: 18. Platz in der Qualifikation - Arvo Huutoniemi Diskuswurf: 29. Platz in der Qualifikation - Reino Kuivamäki Hammerwurf: 14. Platz - Oiva Halmetoja Hammerwurf: 19. Platz - Lauri Tamminen Hammerwurf: 20. Platz - Toivo Hyytiäinen Speerwurf: Bronze - Soini Nikkinen Speerwurf: 8. Platz - Eino Leppänen Speerwurf: 16. Platz - Olli Reikko Zehnkampf: 13. Platz - Eeles Landström Zehnkampf: 14. Platz - Erkki Hautamäki Zehnkampf: DNF | Frauen - Ulla Pokki 100 Meter: Vorläufe 4 × 100 Meter: Vorläufe - Leena Sipilä 100 Meter: Vorläufe 4 × 100 Meter: Vorläufe - Pirkko Länsivuori 200 Meter: Vorläufe - Seija Pöntinen 80 Meter Hürden: Vorläufe Hochsprung: 15. Platz - Sylvi Keskinen 80 Meter Hürden: Vorläufe - Aino Autio 80 Meter Hürden: Vorläufe 4 × 100 Meter: Vorläufe - Maire Österdahl 4 × 100 Meter: Vorläufe Weitsprung: 9. Platz - Sisko Heikkilä Hochsprung: 16. Platz - Meeri Saari Kugelstoßen: 8. Platz - Kaarina Koivuniemi Diskuswurf: 11. Platz - Anni Rättyä Speerwurf: 14. Platz - Kaisa Parviainen Speerwurf: 16. Platz - Elsa Torikka Speerwurf: 17. Platz |

### Moderner Fünfkampf
Männer
- Olavi Mannonen
Einzel: 5. Platz
Mannschaft: Bronze

- Olavi Rokka
Einzel: 13. Platz
Mannschaft: Bronze

- Lauri Vilkko
Einzel: 7. Platz
Mannschaft: Bronze

### Radsport
Männer
- Raino Koskenkorva
Straßenrennen, Einzel: 42. Platz
Straßenrennen, Mannschaft: DNF

- Paul Nyman
Straßenrennen, Einzel: DNF
Straßenrennen, Mannschaft: DNF

- Ruben Forsblom
Straßenrennen, Einzel: DNF
Straßenrennen, Mannschaft: DNF

- Paul Backman
Straßenrennen, Einzel: disqualifiziert
Straßenrennen, Mannschaft: DNF

- Helge Törn
Sprint: Hoffnungslauf nach der Vorrunde

- Onni Kasslin
1000 Meter Zeitfahren: 14. Platz

- Olavi Linnonmaa & Ensio Nieminen
Tandemsprint: Hoffnungslauf

- Nils Henriksson, Aimo Jokinen, Paul Nyman & Urho Sirén
Mannschaftsverfolgung: 15. Platz in der Qualifikation

### Reiten
Männer
- Ilmari Haimi
Vielseitigkeitsreiten, Einzel: 32. Platz
Vielseitigkeitsreiten, Mannschaft: DNF

- Viktor Jansson
Springen, Einzel: DNF
Springen, Mannschaft: DNF

- Henrik Lavonius
Springen, Einzel: DNF
Springen, Mannschaft: DNF

- Mauno Roiha
Springen, Einzel: DNF
Springen, Mannschaft: DNF
Vielseitigkeitsreiten, Einzel: DNF
Vielseitigkeitsreiten, Mannschaft: DNF

- Veikko Vartiainen
Vielseitigkeitsreiten, Einzel: DNF
Vielseitigkeitsreiten, Mannschaft: DNF

### Ringen
Männer
- Leo Honkala
Fliegengewicht, griechisch-römisch: Bronze

- Arvo Kyllönen
Bantamgewicht, griechisch-römisch: 3. Runde

- Erkki Talosela
Federgewicht, griechisch-römisch: 3. Runde

- Kalle Haapasalmi
Leichtgewicht, griechisch-römisch: 5. Platz

- Veikko Männikkö
Weltergewicht, griechisch-römisch: Rückzug nach 2. Runde

- Kalervo Rauhala
Mittelgewicht, griechisch-römisch: Silber

- Kelpo Gröndahl
Halbschwergewicht, griechisch-römisch: Gold

- Tauno Kovanen
Schwergewicht, griechisch-römisch: Bronze

- Oiva Timonen
Fliegengewicht, Freistil: Rückzug nach 1. Runde

- Tauno Jaskari
Bantamgewicht, Freistil: Rückzug nach 2. Runde

- Rauno Mäkinen
Federgewicht, Freistil: 6. Platz

- Risto Talosela
Leichtgewicht, Freistil: 5. Platz

- Aleksanteri Keisala
Weltergewicht, Freistil: 4. Runde

- Veikko Lahti
Mittelgewicht, Freistil: 2. Runde

- Paavo Sepponen
Halbschwergewicht, Freistil: 3. Runde

- Taisto Kangasniemi
Schwergewicht, Freistil: 6. Platz

### Rudern
Männer
- Sevi Holmsten
Einer: Hoffnungslauf

- Eero Koivumäki & Keijo Koivumäki
Doppelzweier: Hoffnungslauf

- Bengt Ahlström & Stig Winter
Zweier ohne Steuermann: Hoffnungslauf

- Erkki Lyijynen, Veijo Mikkolainen & Toimi Pitkänen
Zweier mit Steuermann: 5. Platz

- Oiva Lommi, Veikko Lommi, Lauri Nevalainen & Kauko Wahlsten
Vierer ohne Steuermann: Bronze

- Kurt Grönholm, Karl-Erik Johansson, Birger Karlsson, Paul Stråhlman & Antero Tukiainen
Vierer mit Steuermann: 5. Platz

- Birger Andersson, Antti Arell, Yrjö Hakoila, Klaus Lampi, Eero Lehtovirta, Tor Lundsten, Esko Lyytikkä, Toivo Räsänen & Harry Wikman
Achter: Hoffnungslauf

### Schießen
Männer
- Pentti Linnosvuo
Schnellfeuerpistole: 5. Platz

- Veli-Jussi Hölsö
Schnellfeuerpistole: 14. Platz

- Klaus Lahti
Freie Pistole: 7. Platz

- Oiva Tylli
Freie Pistole: 10. Platz

- Vilho Ylönen
Freies Gewehr, Dreistellungskampf: 5. Platz
Kleinkaliber, Dreistellungskampf: Silber 
Kleinkaliber, liegend: 11. Platz

- Pauli Janhonen
Freies Gewehr, Dreistellungskampf: 12. Platz

- Kullervo Leskinen
Kleinkaliber, Dreistellungskampf: 8. Platz
Kleinkaliber, liegend: 7. Platz

- Tauno Mäki
Laufende Scheibe: Bronze

- Yrjö Miettinen
Laufende Scheibe: 6. Platz

- Konni Huber
Trap: 5. Platz

- Sven-Erik Rosenlew
Trap: 29. Platz

### Schwimmen
| Männer - Leo Telivuo 100 Meter Freistil: Vorläufe 4 × 200 Meter Freistil: Vorläufe - Pentti Ikonen 100 Meter Freistil: Vorläufe 400 Meter Freistil: Vorläufe 4 × 200 Meter Freistil: Vorläufe - Mauno Valkeinen 100 Meter Freistil: Vorläufe 4 × 200 Meter Freistil: Vorläufe - Einari Aalto 400 Meter Freistil: Vorläufe - Pentti Paatsalo 400 Meter Freistil: Vorläufe 4 × 200 Meter Freistil: Vorläufe - Erkki Marttinen 100 Meter Rücken: Vorläufe - Juha Tikka 200 Meter Brust: Vorläufe - Aulis Kähkönen 200 Meter Brust: Vorläufe | Frauen - Ritva Järvinen 100 Meter Freistil: Vorläufe 400 Meter Freistil: Vorläufe 4 × 100 Meter Freistil: Vorläufe - Raili Riuttala 100 Meter Freistil: Vorläufe 4 × 100 Meter Freistil: Vorläufe - Ritva Koivula 100 Meter Freistil: Vorläufe 4 × 100 Meter Freistil: Vorläufe - Anneli Haaranen 4 × 100 Meter Freistil: Vorläufe 100 Meter Rücken: Vorläufe - Kaija Mäkelä 200 Meter Brust: Halbfinale |

### Segeln
- Gunnar Källström
Finn-Dinghy: 19. Platz

- Christian Ilmoni & René Nyman
Star: 19. Platz

- Eric Fabricius, Bror Johansson & Leo Nagornoff
Drachen: 14. Platz

- Aarne Castrén, Hans Dittmar & Erik Stadigh
5,5-Meter-Klasse: 8. Platz

- Ragnar Jansson, Adolf Konto, Paul Sjöberg, Rolf Turkka & Ernst Westerlund
6-Meter-Klasse: Bronze

### Turnen
| Männer - Paavo Aaltonen Einzelmehrkampf: 20. Platz Mannschaftsmehrkampf: Bronze Boden: 24. Platz Pferd: 35. Platz Barren: 27. Platz Reck: 11. Platz Ringe: 38. Platz Seitpferd: 40. Platz - Kalevi Laitinen Einzelmehrkampf: 35. Platz Mannschaftsmehrkampf: Bronze Boden: 6. Platz Pferd: 44. Platz Barren: 52. Platz Reck: 35. Platz Ringe: 73. Platz Seitpferd: 43. Platz - Onni Lappalainen Einzelmehrkampf: 14. Platz Mannschaftsmehrkampf: Bronze Boden: 5. Platz Pferd: 28. Platz Barren: 13. Platz Reck: 28. Platz Ringe: 14. Platz Seitpferd: 73. Platz - Kaino Lempinen Einzelmehrkampf: 28. Platz Mannschaftsmehrkampf: Bronze Boden: 14. Platz Pferd: 44. Platz Barren: 65. Platz Reck: 23. Platz Ringe: 63. Platz Seitpferd: 29. Platz - Berndt Lindfors Einzelmehrkampf: 19. Platz Mannschaftsmehrkampf: Bronze Boden: 22. Platz Pferd: 95. Platz Barren: 87. Platz Reck: 9. Platz Ringe: 7. Platz Seitpferd: 18. Platz - Olavi Rove Einzelmehrkampf: 42. Platz Mannschaftsmehrkampf: Bronze Boden: 63. Platz Pferd: 110. Platz Barren: 19. Platz Reck: 23. Platz Ringe: 29. Platz Seitpferd: 57. Platz - Heikki Savolainen Einzelmehrkampf: 29. Platz Mannschaftsmehrkampf: Bronze Boden: 101. Platz Pferd: 102. Platz Barren: 54. Platz Reck: 4. Platz Ringe: 19. Platz Seitpferd: 8. Platz - Kalevi Viskari Einzelmehrkampf: 38. Platz Mannschaftsmehrkampf: Bronze Boden: 78. Platz Pferd: 19. Platz Barren: 40. Platz Reck: 11. Platz Ringe: 90. Platz Seitpferd: 28. Platz | Frauen - Raili Hoviniemi Einzelmehrkampf: 102. Platz Mannschaftsmehrkampf: 13. Platz Gruppengymnastik: 5. Platz Boden: 101. Platz Pferd: 116. Platz Stufenbarren: 114. Platz Schwebebalken: 66. Platz - Arja Lehtinen Einzelmehrkampf: 63. Platz Mannschaftsmehrkampf: 13. Platz Gruppengymnastik: 5. Platz Boden: 41. Platz Pferd: 62. Platz Stufenbarren: 95. Platz Schwebebalken: 52. Platz - Maila Nisula Einzelmehrkampf: 119. Platz Mannschaftsmehrkampf: 13. Platz Gruppengymnastik: 5. Platz Boden: 81. Platz Pferd: 118. Platz Stufenbarren: 130. Platz Schwebebalken: 85. Platz - Pirkko Pyykönen Einzelmehrkampf: 125. Platz Mannschaftsmehrkampf: 13. Platz Gruppengymnastik: 5. Platz Boden: 89. Platz Pferd: 121. Platz Stufenbarren: 127. Platz Schwebebalken: 124. Platz - Vappu Salonen Einzelmehrkampf: 58. Platz Mannschaftsmehrkampf: 13. Platz Gruppengymnastik: 5. Platz Boden: 41. Platz Pferd: 64. Platz Stufenbarren: 86. Platz Schwebebalken: 56. Platz - Raija Simola Einzelmehrkampf: 127. Platz Mannschaftsmehrkampf: 13. Platz Gruppengymnastik: 5. Platz Boden: 103. Platz Pferd: 127. Platz Stufenbarren: 118. Platz Schwebebalken: 127. Platz - Raili Tuominen-Hämäläinen Einzelmehrkampf: 51. Platz Mannschaftsmehrkampf: 13. Platz Gruppengymnastik: 5. Platz Boden: 36. Platz Pferd: 83. Platz Stufenbarren: 91. Platz Schwebebalken: 20. Platz - Pirkko Vilppunen Einzelmehrkampf: 108. Platz Mannschaftsmehrkampf: 13. Platz Gruppengymnastik: 5. Platz Boden: 91. Platz Pferd: 113. Platz Stufenbarren: 125. Platz Schwebebalken: 69. Platz |

### Wasserspringen
Männer
- Olavi Heinonen
Kunstspringen: 29. Platz

- Birger Kivelä
Turmspringen: 13. Platz

- Helge Vasenius
Kunstspringen: 14. Platz